# Bucquoy
Bucquoy is een gemeente in het Franse departement Pas-de-Calais (regio Hauts-de-France). De plaats maakt deel uit van het arrondissement Arras. Bucquoy telde op 1 januari 2022 1.506 inwoners.

## Geografie
De oppervlakte van Bucquoy bedroeg op 1 januari 2022 20,8 vierkante kilometer; de bevolkingsdichtheid was toen 72,4 inwoners per km².

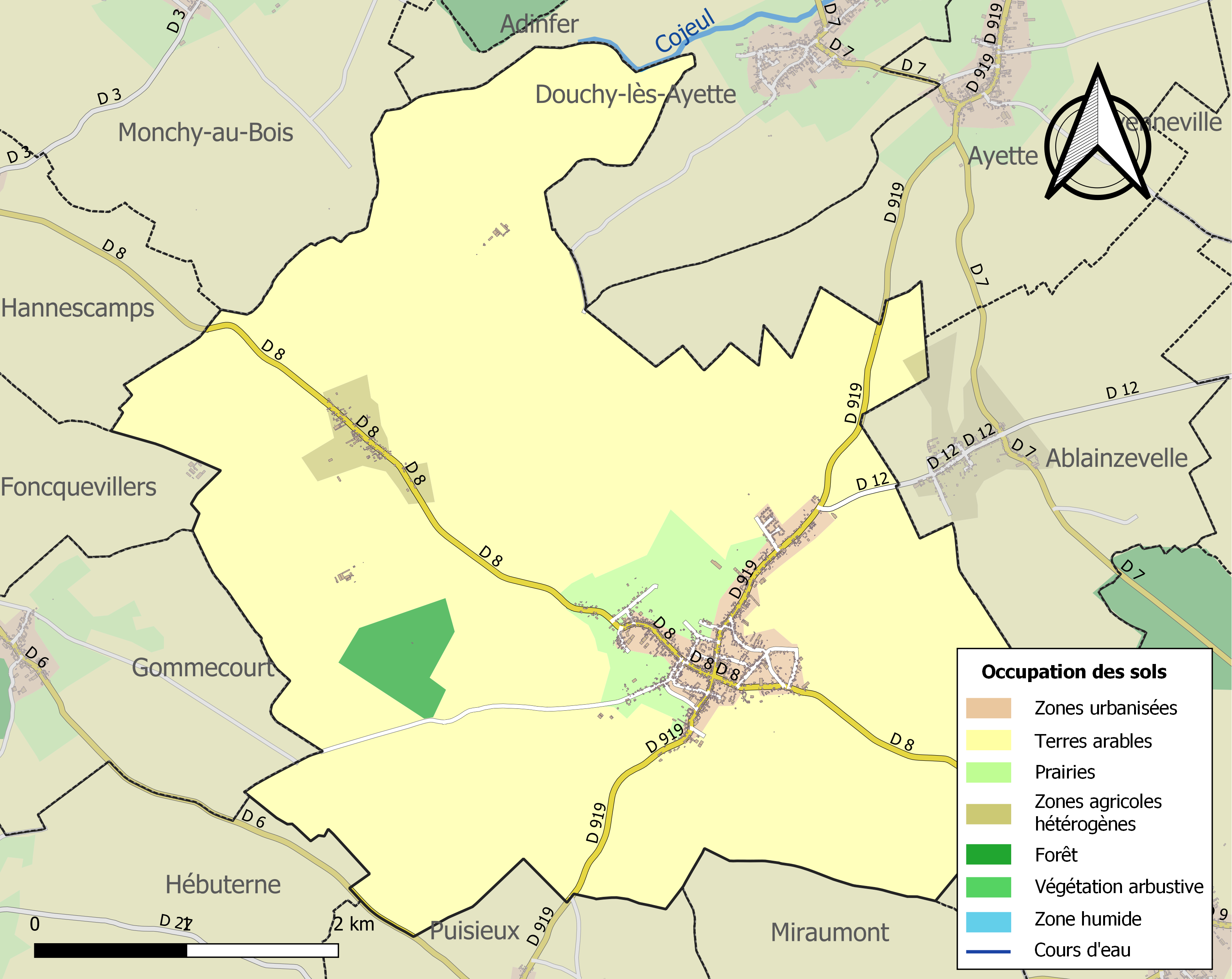
Kaart van de gemeente met belangrijkste infrastructuur, bodemgebruik en omliggende gemeenten

## Demografie
Onderstaande figuur toont het verloop van het inwonertal (bron: INSEE-tellingen).

## Bezienswaardigheden
Er bevinden zich verschillende Britse militaire begraafplaatsen in de gemeente: Bucquoy Communal Cemetery, Bucquoy Communal Cemetery Extension, Queens Cemetery (Bucquoy), 
Quesnoy Farm Military Cemetery en Shrine Cemetery.